# Harry Vogt
Harry Vogt (* 1956 in Torrington, Connecticut, USA) ist ein deutscher Musikredakteur.

## Leben
Vogt studierte Schulmusik, Geschichte und Musikwissenschaften in Kassel und Göttingen.
1984 wurde er Musikredakteur beim WDR in Münster, seit 1985 war er für Neue Musik verantwortlicher Redakteur beim WDR in Köln. Er übernahm Konzeption und Betreuung von Konzerten, Studioproduktionen und Sendungen und hat so das zeitgenössische Musikleben im Westen Deutschlands entscheidend mitgeprägt. Von 1990 bis 2022 war er künstlerischer Leiter der Wittener Tage für neue Kammermusik, von 1998 bis 2022 auch der Konzertreihe Musik der Zeit des WDR.